# Olympische Sommerspiele 1984/Teilnehmer (Sambia)
| Gelbes Symbol für Goldmedaillen mit stilisierten Olympischen Ringen | Graues Symbol für Silbermedaillen mit stilisierten Olympischen Ringen | Braundes Symbol für Bronzemedaillen mit stilisierten Olympischen Ringen |
| ------------------------------------------------------------------- | --------------------------------------------------------------------- | ----------------------------------------------------------------------- |
| —                                                                   | —                                                                     | 1                                                                       |

Sambia nahm an den Olympischen Sommerspielen 1984 in Los Angeles, USA, mit einer Delegation von 16 Sportlern (allesamt Männer) teil.

## Medaillengewinner

### Bronze
| Name(n)     | Sportart | Wettkampf          |
| ----------- | -------- | ------------------ |
| Keith Mwila | Boxen    | Halbfliegengewicht |

## Teilnehmer nach Sportarten

### Boxen
- Keith Mwila
Halbfliegengewicht: Bronze

- Patrick Mwamba
Fliegengewicht: 17. Platz

- Star Zulu
Bantamgewicht: 9. Platz

- Christopher Mwamba
Federgewicht: 17. Platz

- Jaineck Chinyanta
Leichtgewicht: 9. Platz

- Dimus Chisala
Halbweltergewicht: 33. Platz

- Henry Kalunga
Weltergewicht: 17. Platz

- Christopher Kapopo
Halbmittelgewicht: 5. Platz

- Moses Mwaba
Mittelgewicht: 5. Platz

### Judo
- James Mafuta
Superleichtgewicht: 18. Platz

- Alick Kalwihzi
Leichtgewicht: 19. Platz

- Asafu Tembo
Halbmittelgewicht: 20. Platz

### Leichtathletik
- Henry Ngolwe
100 Meter: Vorläufe
200 Meter: Vorläufe

- Davison Lishebo
400 Meter: Halbfinale

- Archfell Musango
800 Meter: Vorläufe
1500 Meter: Vorläufe

- Mutale Mulenga
Hochsprung: 28. Platz in der Qualifikation